# Kotoku
Kotoku (孝徳天皇, Kōtoku-tennō), född 596, död 654, var regerande kejsare av Japan mellan 645 och 654. 